# Bataille de Montelibretti
Guerres du Risorgimento, Campagne de l'Agro Romano
Batailles
- Montelibretti
- Monterotondo
- Mentana

La bataille de Montelibretti se déroule le 13 octobre 1867 pendant les guerres du Risorgimento dans le cadre de la Campagne de l'Agro Romano pour la libération de Rome.

## Déroulement
Les Chemises rouges s'étant emparées de la ville pour s'y ravitailler, le lieutenant-colonel Athanase de Charette, chef des zouaves pontificaux, envoie trois colonnes contre eux, pour les en chasser. Arrivée la première sur les lieux, celle commandée par le lieutenant Arthur Guillemin attaque aussitôt sans attendre les deux autres et en dépit de la disparité numérique.
En effet, la colonne du lieutenant, composée de 90 zouaves pontificaux, attaque une force de 600 volontaires garibaldiens (dans un article daté du 11 avril 1880, un ancien zouave pontifical fait état de 80 Pontificaux contre 1200 garibaldiens) . Une lutte au corps à corps oppose les zouaves et les garibaldiens aux portes puis dans les rues de la ville, et prend fin avec la victoire des derniers qui réussissent à repousser les assaillants, dont les deux chefs, Arthur Guillemin et Urbain de Quélen, sont tués lors des affrontements.